# Gmina Kadrina
Gmina Kadrina (est. Kadrina vald) – gmina wiejska w Estonii, w prowincji Virumaa Zachodnia.
W skład gminy wchodzą:
- Alevik: Kadrina, Hulja.
- Wsie: Ama, Arbavere, Hõbeda, Härjadi, Jõepere, Jõetaguse, Kadapiku, Kallukse, Kihlevere, Kiku, Kõrveküla, Lante, Leikude, Loobu, Läsna, Mõndavere, Mäo, Neeruti, Ohepalu, Orutaguse, Pariisi, Põima, Ridaküla, Rõmeda, Salda, Saukse, Tirbiku, Tokolopi, Udriku, Uku, Undla, Vaiatu, Vandu, Viitna, Vohnja, Võduvere, Võipere.